# 高知止
高知止（1551年—？），字明甫，號乾所，山東济南府德州平原縣人，民籍，明朝政治人物。

## 生平
隆慶元年（1567年）丁卯科山東鄉試第五十三名舉人，萬曆十一年（1583年）癸未科会试第二百八十名，三甲七十五名進士。都察院觀政，本年授山西陽曲知縣，十三年充本省鄉試同考官，丁憂歸。十六年補直隸大名縣，十七年調長垣，十八年致仕。

## 家族
曾祖父高嶽；祖父高淵；父親高道，曾任壽官。母韓氏。重庆下。弟高慎止。